# Arthur, der Chaoskönig
Arthur, der Chaoskönig ist eine britische Zeichentrickserie, die zwischen 2005 und 2006 produziert wurde.

## Handlung
König Arthur führt ein eigentlich gutes Leben, empfindet seine Liebe mit der Prinzessin Guinevere aber als nicht erfüllend. Sie richtet immer neue Aufgaben und Wünsche an ihn und so reist er viel durchs Land, um ihr seine Liebe zu beweisen. Dabei begegnet er vielen unterschiedlichen Gestalten und Charakteren und erlebt viele Abenteuer.

## Produktion und Veröffentlichung
Die deutsche Erstausstrahlung fand am 22. Dezember 2008 auf Nick Deutschland statt. Die erste Staffel wurde zudem im deutschsprachigen Raum auf 2 DVDs veröffentlicht. Die 2. Staffel wurde noch nicht zu Ende ins Deutsche übersetzt.

## Episodenliste

### Staffel 1
| Folge (gesamt) | Folge (Staffel) | deutscher Titel                  | deutsche Erstausstrahlung | englischer Titel                  | Originalausstrahlung |
| 1              | 01              | Die singende Eiche               | 22.12.2008                | Splinters In The Night            |                      |
| 2              | 02              | Der jodelnde Delfin von Kirkwall | 05.01.2009                | The Yodelling Dolphin Of Kirkwall |                      |
| 3              | 03              | Das Pergament von Arusella       | 23.12.2008                | The Parchment Of Arusella         | 18.04.2005           |
| 4              | 04              | Goldige Gnome                    | 02.01.2009                | The Labyrinth Of Lost Souls       | 16.05.2005           |
| 5              | 05              | Das Überraschungsgeschenk        | 30.12.2008                | The Surprise Quest                | 09.05.2005           |
| 6              | 06              | Die gläserne Rose                | 09.01.2009                | The Glass Rose                    |                      |
| 7              | 07              | Die runde Tafel                  | 29.12.2008                | The Viking Venture                | 25.04.2005           |
| 8              | 08              | Schotten dicht                   | 08.01.2009                | Mission Implausible               |                      |
| 9              | 09              | Die Quelle der Jugend            | 06.01.2009                | The Fountain Of Youth             | 23.05.2005           |
| 10             | 10              | Tatjana verzweifelt gesucht      | 12.01.2009                | Circus Calamity                   |                      |
| 11             | 11              | Immer Ärger mit dem Bären        | 13.01.2009                | The Bear Necessities              |                      |
| 12             | 12              | Von Pfauen verhauen              | 07.01.2009                | The Peacocks Of Penzance          |                      |
| 13             | 13              | Der Eispalast                    | 14.01.2009                | The Ice Palace                    |                      |

### Staffel 2
| Folge (gesamt) | Folge (Staffel) | deutscher Titel                     | deutsche Erstausstrahlung | englischer Titel                |
| 14             | 01              | Im Wald der Dunklen Mächte          | 19.01.2009                | The Forst Of Dark Forces        |
| 15             | 02              | Ein kleiner Schritt für einen König | 16.01.2009                | King Of The Moon                |
| 16             | 03              | König Guinevere                     | 20.01.2009                | King Guinevere                  |
| 17             | 04              | Wo sind die orangen Orangen?        | 15.01.2009                | The Quest For The Orange Orange |
| 18             | 05              | Turm mit Aussicht                   | 22.01.2009                | A Tower With A View             |
| 19             | 06              | Schafrebähllion                     | 21.01.2009                | Worms Of Regret                 |
| 20             | 07              | Ein fieser Fisch                    | 23.02.1999                | The Salmon Of Knowledge         |
| 21             | 08              | –                                   |                           | The Rocket Man                  |
| 22             | 09              | –                                   |                           | Baa Baa Green Goat              |
| 23             | 10              | –                                   |                           | Double Double Wizzard Trouble   |
| 24             | 11              | –                                   |                           | A Dope On A Rope                |
| 25             | 12              | –                                   |                           | Donkey Kong King                |
| 26             | 13              | –                                   |                           | Tournament Of Terror            |